# Dosinia
Genre
Dosinia est un genre de mollusques bivalves.

## Liste des espèces
Selon ITIS:
(N.B. : cette liste est peut-être incomplète)
- Dosinia discus (Reeve, 1850)
- Dosinia elegans (Conrad, 1843)
- Dosinia exoleta
- Dosinia lupinus

Selon World Register of Marine Species (28 octobre 2019):
- Dosinia abyssicola Habe, 1961
- Dosinia adami Nicklès, 1955
- Dosinia afra (Gmelin, 1791)
- Dosinia alta (Dunker, 1849)
- Dosinia altior Deshayes, 1853
- Dosinia amamiensis (Okutani, 2005)
- Dosinia amphidesmoides (Reeve, 1850)
- Dosinia angulosa (Philippi, 1847)
- Dosinia anus (Philippi, 1847)
- Dosinia areolata Römer, 1870
- Dosinia aspera (Reeve, 1850)
- Dosinia auberti Fischer-Piette & Delmas, 1967
- Dosinia bartrumi Laws, 1930 †
- Dosinia benereparata Laws, 1930 †
- Dosinia bensoni Marwick, 1927 †
- Dosinia bilunulata (Gray, 1838)
- Dosinia biscocta (Reeve, 1850)
- Dosinia caelata (Reeve, 1850)
- Dosinia caerulea (Reeve, 1850)
- Dosinia carpentariana Lamprell & Healy, 1997
- Dosinia castigata Marwick, 1960 †
- Dosinia chathamensis Marwick, 1928 †
- Dosinia cingulifera Römer, 1863
- Dosinia circularis Römer, 1862
- Dosinia concentrica (Born, 1778)
- Dosinia conglobata Römer, 1862
- Dosinia contracta (Philippi, 1844)
- Dosinia contusa (Reeve, 1850)
- Dosinia corrugata (Reeve, 1850)
- Dosinia cottoni Marwick, 1927 †
- Dosinia cretacea (Reeve, 1850)
- Dosinia crocea Deshayes, 1853
- Dosinia cumingii (Reeve, 1850)
- Dosinia cunninghami M. Huber, 2010
- Dosinia dautzenbergi Fischer-Piette & Delmas, 1967
- Dosinia densicosta Marwick, 1927 †
- Dosinia deshayesii A. Adams, 1856
- Dosinia dilecta A. Adams, 1856
- Dosinia discus (Reeve, 1850)
- Dosinia dunkeri (Philippi, 1844)
- Dosinia eduardi Fischer-Piette & Delmas, 1967
- Dosinia erythraea Römer, 1860
- Dosinia exasperata (Philippi, 1847)
- Dosinia exoleta (Linnaeus, 1758)
- Dosinia extranea (Iredale, 1937)
- Dosinia fibula (Reeve, 1850)
- Dosinia funiculata Römer, 1862
- Dosinia gabonensis Cosel, 1989
- Dosinia gaillardi Fischer-Piette & Delmas, 1967
- Dosinia glauca (Reeve, 1850)
- Dosinia grata Deshayes, 1853
- Dosinia greyi Zittel, 1865
- Dosinia gruneri (Philippi, 1847)
- Dosinia hayashii (Habe, 1976)
- Dosinia hepatica (Lamarck, 1818)
- Dosinia herbariorum Fischer-Piette & Delmas, 1967
- Dosinia histrio (Gmelin, 1791)
- Dosinia imperiosa Marwick, 1929 †
- Dosinia incisa (Reeve, 1850)
- Dosinia indica Fischer-Piette & Métivier, 1971
- Dosinia iwakawai Oyama & Habe in Habe, 1971
- Dosinia japonica (Reeve, 1850)
- Dosinia juvenilis (Gmelin, 1791)
- Dosinia kaawaensis Marwick, 1927 †
- Dosinia kaspiewi Fischer-Piette & Delmas, 1967
- Dosinia kuiperi Fischer-Piette & Delmas, 1967
- Dosinia labiosa Römer, 1862
- Dosinia lambata (Gould, 1850)
- Dosinia laminata (Reeve, 1850)
- Dosinia lamyi Fischer-Piette & Delmas, 1967
- Dosinia levissima Fischer-Piette & Delmas, 1967
- Dosinia lochi Healy & Lamprell, 1992
- Dosinia lucinalis (Lamarck, 1818)
- Dosinia luedersii Römer, 1862
- Dosinia lupinus (Linnaeus, 1758)
- Dosinia mackayi Marwick, 1927 †
- Dosinia macroptera C. A. Fleming, 1943 †
- Dosinia magna Hutton, 1873 †
- Dosinia malecocta Fischer-Piette & Delmas, 1967
- Dosinia maoriana W. R. B. Oliver, 1923
- Dosinia minor Deshayes in Maillard, 1863
- Dosinia mira E. A. Smith, 1885
- Dosinia nedigna (Iredale, 1930)
- Dosinia nipponica (Okutani, Tagawa & Horikawa, 1989)
- Dosinia nukumaruensis Marwick, 1927 †
- Dosinia ongleyi Marwick, 1927 †
- Dosinia orbiculata Dunker, 1877
- Dosinia orbignyi (Dunker, 1845)
- Dosinia paparoaensis Marwick, 1927 †
- Dosinia penicillata (Reeve, 1850)
- Dosinia perplexa Marwick, 1927 †
- Dosinia physema Römer, 1870
- Dosinia ponderosa (Gray, 1838)
- Dosinia powelli Marwick, 1948 †
- Dosinia prostrata (Linnaeus, 1758)
- Dosinia pubescens (Philippi, 1847)
- Dosinia queenslandica Healy & Lamprell, 1992
- Dosinia sanata Fischer-Piette & Delmas, 1967
- Dosinia scabriuscula (Philippi, 1847)
- Dosinia scalaris (Menke, 1843)
- Dosinia sculpta (Hanley, 1845)
- Dosinia semiobliterata Deshayes, 1853
- Dosinia sericea (Reeve, 1850)
- Dosinia sodalis Marwick, 1929 †
- Dosinia stabilis (Iredale, 1929)
- Dosinia subalata E. A. Smith, 1916
- Dosinia subrosea (Gray, 1835)
- Dosinia tebblei Fischer-Piette & Delmas, 1967
- Dosinia tenella Römer, 1860
- Dosinia tenuilirata Dunker, 1865
- Dosinia trailli A. Adams, 1856
- Dosinia tranquebarica Fischer-Piette, 1977
- Dosinia troscheli Lischke, 1873
- Dosinia tumida (Gray, 1838)
- Dosinia turgida (Reeve, 1850)
- Dosinia victoriae Gatliff & Gabriel, 1914
- Dosinia waiparaensis Marwick, 1927 †
- Dosinia waipipiensis Marwick, 1927 †
- Dosinia waitakiensis Marwick, 1927 †

Noms en synonymie

Selon World Register of Marine Species (28 octobre 2019), il existe de nombreux synonymes, incluant:
- Dosinia elegans (Conrad, 1843), un synonyme de Dosinia concentrica (Born, 1778)